# Agence nationale de l'éducation
L'agence nationale de l'éducation (finnois : Opetushallitus, sigle OPH) est une agence gouvernementale dépendant du ministère de l'Éducation et de la Culture de la Finlande.

## Histoire
L'agence nationale de l'éducation est créée le 1er avril 1991 par la fusion de la direction des écoles avec la direction de l'enseignement professionnel (fi).

## Missions
Basée dans le quartier Siltasaari à Helsinki, l'agence est responsable de l'éducation de la petite enfance, de l'éducation préscolaire, de l'enseignement primaire, de l'enseignement secondaire, de l'enseignement et de la formation professionnels, de l'éducation des adultes.